# Charaxes cottrelli
Charaxes cottrelli är en fjärilsart som beskrevs av Van Someren 1969. Charaxes cottrelli ingår i släktet Charaxes och familjen praktfjärilar. Inga underarter finns listade i Catalogue of Life.